# Chthonicola sagittatus
El sedosito moteado o Ratona de los matorrales de anteojos (Chthonicola sagittatus),  es una especie de ave paseriforme perteneciente a la familia  Acanthizidae.  Es el único miembro del género Chthonicola. Es endémica de  Australia.  Su hábitat natural son los bosques templados.